# East Berlin (Pennsylvania)
East Berlin ist ein Borough in Adams County, Pennsylvania, Vereinigte Staaten. Das U.S. Census Bureau hat bei der Volkszählung 2020 eine Einwohnerzahl von 1.542 ermittelt.

## Geographie

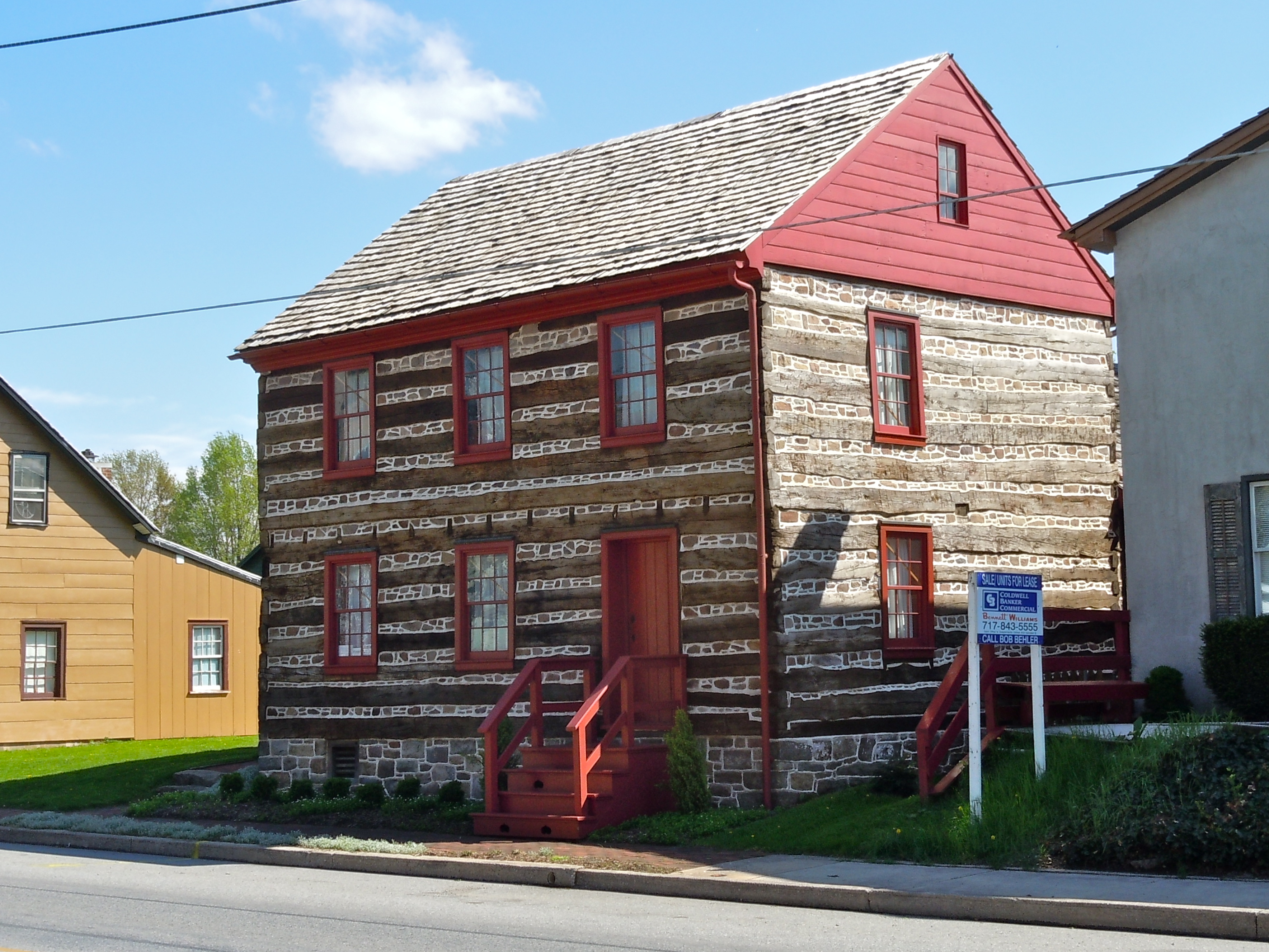
Haus in Berlin

East Berlin befindet sich an der westlichen Grenze des Adams County und grenzt direkt an das  York County. Nach einer Erhebung des United States Census Bureau hat East Berlin eine Gesamtfläche von 0,7 Quadratmeilen (1,8 km²) und hat keine Gewässer innerhalb seiner Grenzen. 
East Berlin wird durchkreuzt durch die State Highways 194 und 234.

## Bevölkerung
Nach dem Census 2000 betrug die Gesamtbevölkerung im Borough 1365 Menschen in 557 Haushalten, 387 Familien lebten im Borough. Die Bevölkerungsdichte betrug 1962,1 Menschen pro Quadratmeile (752,9/km²). 97,44 % der Bevölkerung waren Weiße. 
In 190 Haushalten lebten Kinder unter 18 Jahren. 56 % der Haushalte bildeten verheiratete Familien, 10,4 % waren alleinerziehende Frauen und 30,5 % waren nichtfamiliäre Haushalte.
Die Altersstruktur in East Berlin teilte sich wie folgt auf: 26,4 % der Einwohner waren jünger als 18 Jahre, 8,1 % waren zwischen 18 und 24 Jahren alt, 32,0 % waren zwischen 25 und 44 Jahren alt, 18,2 % waren zwischen 45 und 64 Jahren alt und 15,3 % der Bevölkerung waren über 65 Jahre alt. Dies ergab einen Altersdurchschnitt von 35 Jahren. Auf 100 Frauen kamen 86,2 Männer. 
Das durchschnittliche Haushaltseinkommen im Jahr 2000 betrug 38.819 $ und das durchschnittliche Familieneinkommen 43.646 $.

## Geschichte
Am 8. Mai 1764 kaufte der Preuße John Frankenberger hier 200 Hektar Land und legte 85 Grundstücke an. Er nannte die Stadt „Berlin“ nach seiner Heimatstadt in Deutschland. Als die Stadt ein eigenes Postamt bekam, wurde der Name 1827 in „East Berlin“ geändert, um die Stadt von dem zweiten Ort dieses Namens, Berlin im Somerset County, zu unterscheiden.